# هاشم‌آباد (فتح‌آباد)
هاشم‌آباد روستایی در دهستان فتح‌آباد بخش مرکزی شهرستان خاتم استان یزد ایران است.

## جمعیت
بر پایه سرشماری عمومی نفوس و مسکن در سال ۱۳۹۵ جمعیت این روستا ۱۵۳ نفر (۴۶خانوار) بوده‌است.